# Shatin
Shatin (in armeno Շատին?) è un comune di 1 815 abitanti (2008) della Provincia di Vayots Dzor in Armenia.